# Agnieszka Grzybowska
Agnieszka Grzybowska (ur. 17 kwietnia 1976 w Olsztynie) – polska aktorka teatralna, filmowa i telewizyjna.
Absolwentka krakowskiej PWST (filia we Wrocławiu). Debiutowała jeszcze jako studentka III roku rolą Soni w Wujaszku Wani A. Czechowa w reż. J. Jarockiego. W latach 2001–2004 pracowała w Bałtyckim Teatrze Dramatycznym w Koszalinie. Od sezonu artystycznego 2004/2005 w zespole Teatru im. Stefana Jaracza. W aktorskim dorobku Agnieszki Grzybowskiej znajduje się m.in. rola tytułowej Balladyny, a także Małgorzaty w „Fauście” i Panny Młodej w „Weselu”; zagrała w „Pętli” M. Hłaski, „Ślubie” W. Gombrowicza, „Nie-Boskiej komedii” Z. Krasińskiego; była sceniczną psychiatrą i przemytniczką.
Podróżniczka, miłośniczka tańca i malarstwa.

## Filmografia
- 2009 Przystań jako Halina
- 2008: M jak miłość jako żona właściciela mieszkania Olgi
- 2007: Nie ma takiego numeru jako psycholog
- 2005: Kryminalni jako Justyna Marzec
- 1997: Klan jako podopieczna Fundacji „Femina”

## Nagrody
2006: Nagroda aktorska na VII Międzynarodowym Festiwalu „Tarnopolskie Wieczory Teatralne” w Tarnopolu
2007: Nagroda (olsztyńska „Srebrna Maska” za rolę Pani Lebrun w przedstawieniu „Napis”